# Bağdat Caddesi

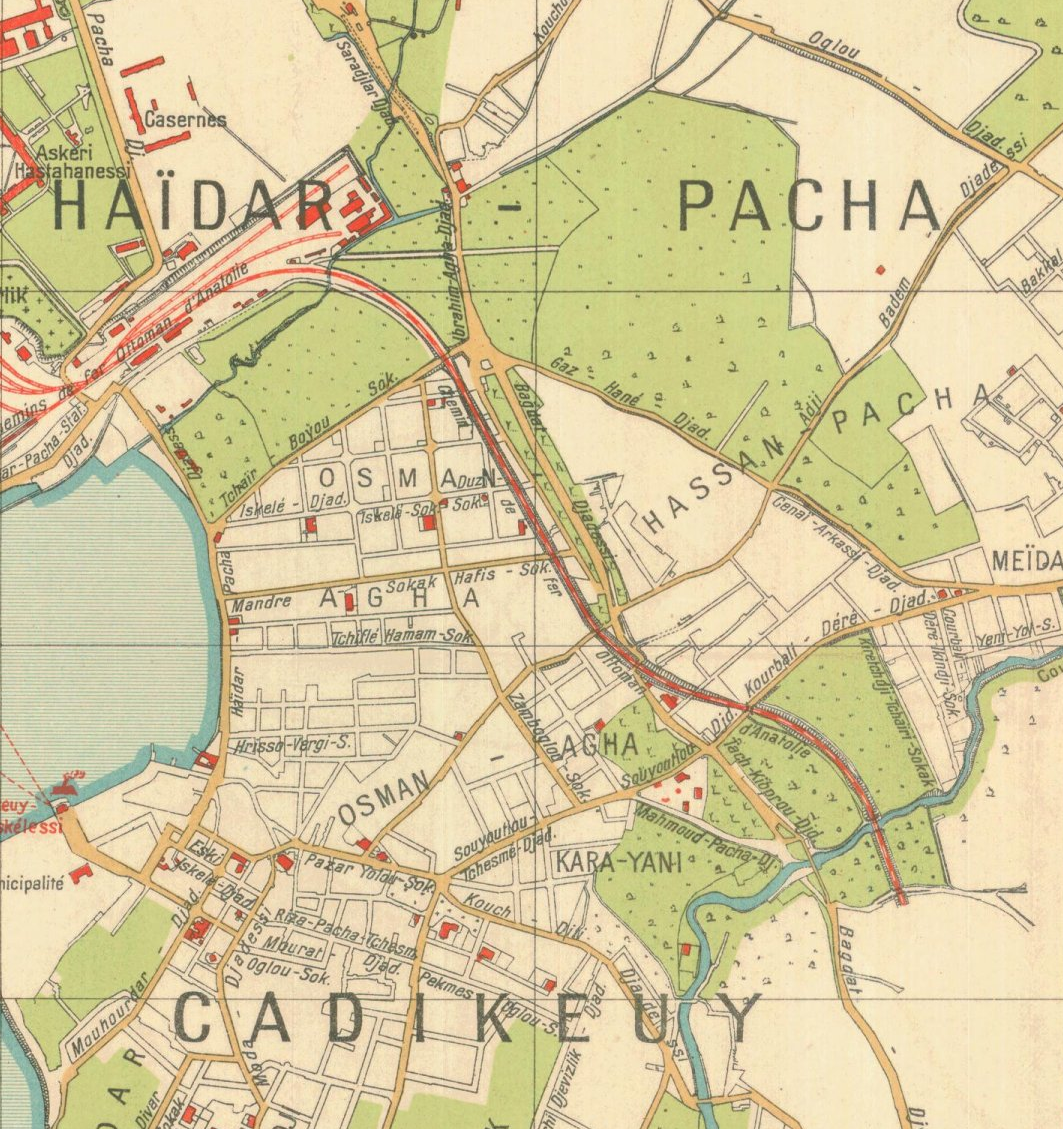
Die Bağdat Caddesi zwischen Haydarpaşa/Haidar Pacha und Kadıköy/Cadikeuy auf Höhe von Hassan Pacha (1922).

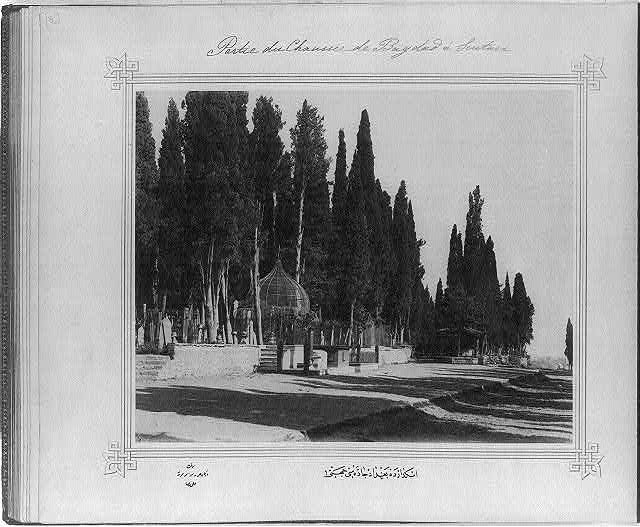
Die Bağdat Caddesi Ende des 19. Jahrhunderts.

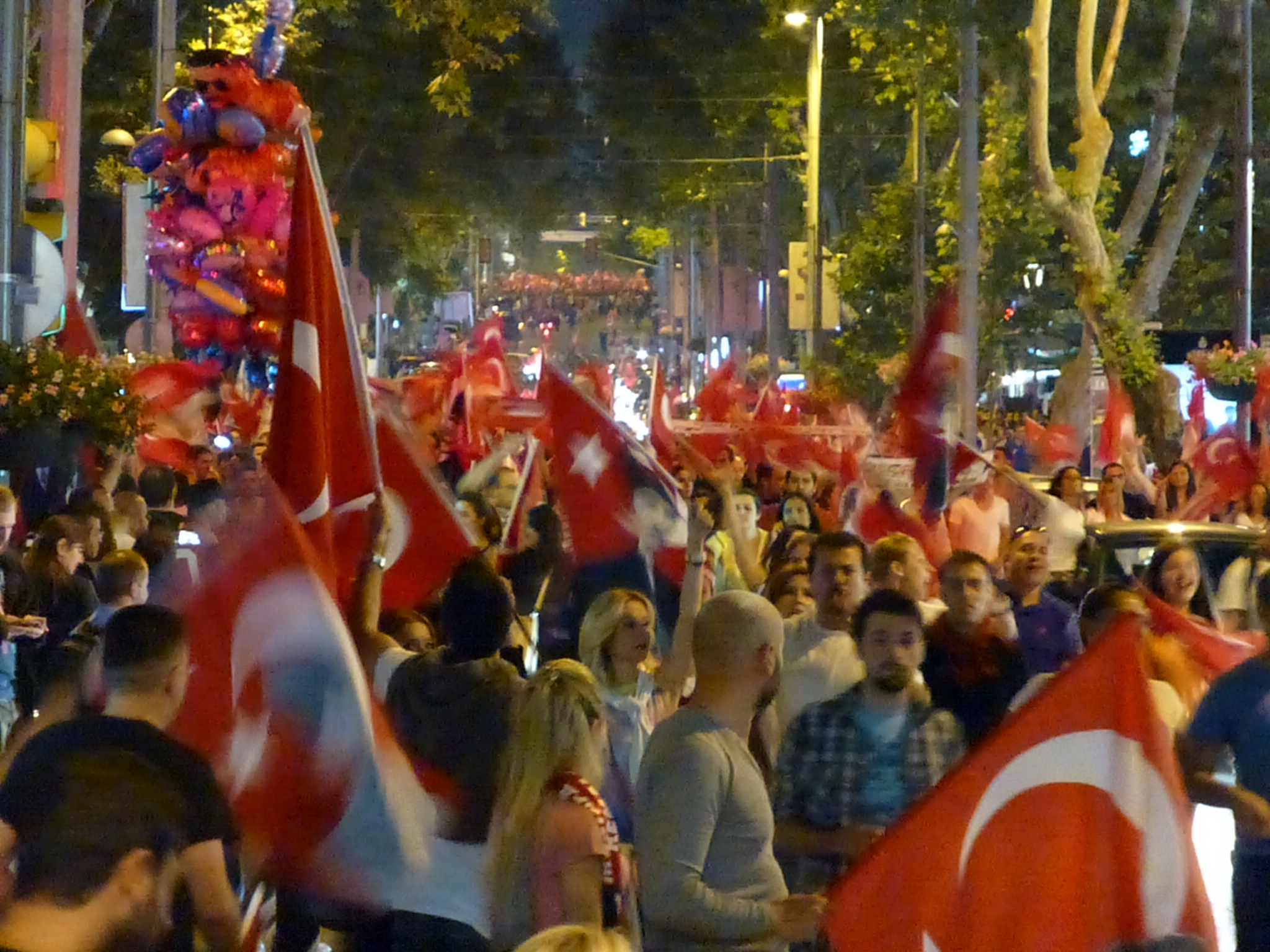
Die Bağdat Caddesi während der Proteste in der Türkei 2013.

Die Bağdat Caddesi (dt.: Bagdadstraße) ist eine bekannte Straße im asiatischen Teil Istanbuls. Sie verläuft etwa 14 km in westöstlicher Richtung durch die Stadtteile Maltepe und Kadıköy. Innerhalb von Kadıköy liegt eine etwa sechs Kilometer lange Avenue, die drei Spuren in nur einer Fahrtrichtung hat und von Bostancı nach Kızıltoprak geht. Nach Wichtigkeit und Pracht kann die Bağdat Caddesi als asiatisches Gegenstück zur İstiklal Caddesi im europäischen Teil verstanden werden.
Die Hauptstraße führt durch wohlhabende Wohngebiete und ist im Avenueteil mit den alten Platanen von Kaufhäusern, Modegeschäften, Restaurants mit lokalem und internationalem Angebot, Cafés und Bars, luxuriösen Autohäusern und Banken umgeben. Die meisten Geschäfte sind die ganze Woche geöffnet. Bei warmem Wetter und an den Wochenenden sind die Bürgersteige mit Menschen gefüllt, während Verkehrsstaus fast alltäglich sind.
Die breite Straße wurde schon immer für illegale Straßenrennen benutzt, die nicht selten zu Unfällen mit Todesopfern führten. Die Polizei konnte die Straßenrennen in den letzten Jahren eindämmen.
Von Ost nach West führt die Bağdat Caddesi durch die Viertel Cevizli, Maltepe, İdealtepe, Küçükyalı, Altıntepe, Bostancı, Çatalçeşme, Suadiye, Şaşkınbakkal, Erenköy, Caddebostan, Göztepe, Çiftehavuzlar, Selamiçeşme, Feneryolu und Kızıltoprak. Der geschäftigste Teil mit den meisten Geschäften liegt zwischen Suadiye und Caddebostan.

## Geschichte
Der Vorläufer der Bağdat Caddesi war eine Handels- und Militärstraße, die die Stadt Konstantinopel mit Anatolien verband. In der osmanischen Periode wurde die Straße in Bağdat Caddesi umbenannt, nachdem 1638 Sultan Murad IV. Bagdad erobert hatte. Er war über diese Straße zu seinem Feldzug aufgebrochen. Der ursprüngliche Verlauf der Bağdat Caddesi war von Üsküdar über Haydarpaşa nach Kızıltoprak. Die Osmanen bauten entlang der Route mehrere Trinkbrunnen und Gebetsplätze für die Reisenden. Einige der heutigen Viertel an der Bağdat Caddesi tragen das türkische Wort für Trinkbrunnen Çeşme im Namen (z. B. Söğütlüçeşme, Selamiçeşme und Çatalçeşme).
Während Abdülhamids II. Herrschaft (1876–1909) ließen sich einige Paschas, hohe Staatsbeamte und Händler luxuriöse hölzerne Villen errichten, die zum Teil noch heute stehen. Vor dem Ersten Weltkrieg war die Straße mit Kopfsteinen gepflastert. In den ersten Jahren der Republik ab 1923 wurde die Straße asphaltiert und eine Straßenbahn zwischen Kadıköy und Bostancı gebaut.
Bis in die 1960er Jahre wurde die Gegend um die Bağdat Caddesi als sommerlicher Erholungsort der reicheren Bürger aus dem europäischen Teil Istanbuls genutzt. Mit der Eröffnung der ersten Bosporus-Brücke 1973 schritt die Urbanisierung voran und die Sommerresidenzen wichen großen Wohnkomplexen.

## Die Bağdat Caddesi als Treffpunkt
Auf der Bağdat Caddesi finden viele soziale Ereignisse wie Konzerte, Demonstrationen und Jubelfeiern statt. Darin ähnelt sie dem Taksim-Platz auf der anderen Seite Istanbuls. Jedes Jahr marschiert hier am 29. Oktober zum Nationalfeiertag eine Parade durch. Fans des heimischen Fußballvereins Fenerbahçe Istanbul feiern ausgelassen und prunkvoll jeden Titel ihres Vereines auf der Bağdat Caddesi.